# Alice Lach
Alice Lach (* 28. November 1893 in Wien; † 29. Dezember 1969 in Zürich) war eine österreichische Schauspielerin.

## Leben
Lach war eine Urenkelin des Malers Ferdinand Georg Waldmüller. Sie absolvierte eine Schauspielausbildung am Wiener Burgtheater. Ihr Debüt als Schauspielerin gab sie an der Neuen Wiener Bühne. Anschließend war sie an verschiedenen Wiener Bühnen engagiert, unter anderem am Deutschen Volkstheater und am Raimund-Theater. Es folgten Engagements an den Kammerspielen Wien, später dann in Frankfurt am Main, Berlin und Paris. Als jugendliche Darstellerin tat sie sich zunächst in bedeutenden Rollen von Henrik Ibsen und August Strindberg hervor, später übernahm sie Charakter- und Mütterrollen. In der Spielzeit 1929/30 war sie am Neuen Theater in Frankfurt am Main engagiert, danach trat sie bei der Wiener Kabarett- und Kleinkunstbühne Der liebe Augustin auf.
Für den musikalischen Künstler-Spielfilm Unsterbliche Melodien (Österreich, 1935) um das Leben des „Walzerkönigs“ Johann Strauß Sohn (mit Alfred Jerger als Johann Strauß, Leo Slezak als Verleger Haslinger und Maria Paudler als Marie Geistinger) schrieb sie das Drehbuch.
Nach dem sog. „Anschluss Österreichs“ emigrierte Lach nach Frankreich; sie spielte Ende Dezember 1938  in der Pariser „Salle d'Iéna“ in Ödön von Horváths Schauspiel Glaube Liebe Hoffnung. Ab 1938 wirkte sie in Zürich. Von 1938 bis 1969 trat sie, zumeist in kleineren Rollen, am Schauspielhaus Zürich auf, u. a. 1946 als Gabrielle in der deutschsprachigen Erstaufführung von Jean Giraudoux’ Schauspiel Die Irre von Chaillot unter der Regie von Leonard Steckel. Sie trat außerdem am Bernhard-Theater Zürich, ab 1951 am Theater am Central, den späteren Zürcher Kammerspielen, an der Komödie Basel (1955 als Lina Beermann in Moral von Ludwig Thoma), sowie bei Tourneen auf.
Nach dem Ende des Zweiten Weltkriegs ging sie mit Beginn der Spielzeit 1945/46 an das Stadttheater Chur. Dort trat sie 1946 ebenfalls als Gabrielle in Die Irre von Chaillot auf. 1947 und 1948 spielte sie bei den Salzburger Festspielen „des Schuldknechts Weib“ in Hofmannsthals Jedermann in einer Inszenierung von Helene Thimig. In der Spielzeit 1966/67 gastierte sie am Bayerischen Staatsschauspiel als Frau Eichenlaub in dem Einakter Das Säuglingsheim von Ludwig Thoma.
Lach war mit dem Schauspieler Eugen Jensen (1871–1957) verheiratet. Nach dem Tod ihres Mannes ging Alice Lach vermehrt auf Gastspielreisen; sie trat u. a. in München, Berlin, Frankfurt/M., Hamburg und Wien auf.
Lach wurde dem deutschen Publikum vor allem in den 1950er und 1960er Jahren bekannt als Darstellerin schrulliger Damen. Als Haushälterin Martha in der Fernsehserie Förster Horn (1966) feierte sie im Alter von 73 Jahren einen Erfolg. Neben ihrer Tätigkeit als Charakterschauspielerin war Alice Lach seit Ende der 1950er Jahre auch als Dozentin für Schauspiel am Bühnenstudio Zürich tätig.
Ihre Urne ist in der Feuerhalle Simmering (Abt. 1, Ring 3, Gr. 8, Nr. 81) in Wien neben ihrem Gatten beigesetzt.

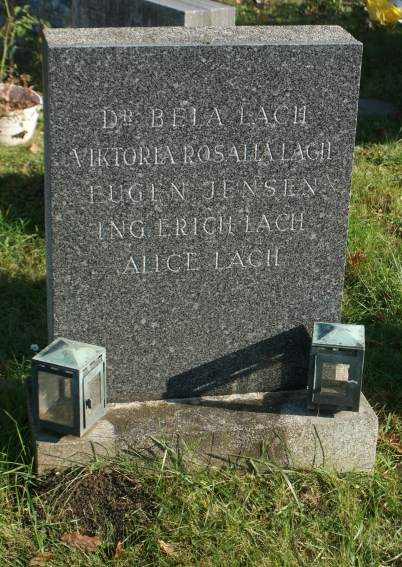
Grabstätte von Alice Lach

## Filmografie (Auswahl)
- 1958: Verschlossene Räume (Fernsehfilm; Schweiz)
- 1960: Die liebe Familie (Fernsehfilm; Österreich)
- 1961: Unternehmen Kummerkasten (Fernsehserie)
- 1961: Die inneren Stimmen (Fernsehfilm)
- 1961: Der Strafverteidiger (Fernsehfilm)
- 1961: Weihnachten auf dem Marktplatz (Fernsehfilm)
- 1962: Bluthochzeit (Fernsehfilm)
- 1962: …und ewig knallen die Räuber (Kinofilm)
- 1965: Dichter Nebel (Fernsehfilm)
- 1965: Kommissar Freytag (Fernsehserie)
- 1965: Tatort (Fernsehfilm)
- 1966: Förster Horn (Fernsehserie, 13 Folgen)
- 1968: Zimmer 13 (Fernsehserie)
- 1969: Das Vermächtnis (Fernsehfilm)